# Paweł Rabczak
Paweł Rabczak (ur. 11 grudnia 1881 w Borku Starym, zm. 11 grudnia 1950 w Sanoku) – polski duchowny rzymskokatolicki, kanonik, działacz społeczny sokoli i harcerski.

## Życiorys
Urodził się 11 grudnia 1881 w Borku Starym jako syn Wojciecha. 31 maja 1902 zdał z odznaczeniem egzamin dojrzałości w C. K. I Gimnazjum w Rzeszowie. Sakrament święceń otrzymał w 1906 i został duchownym rzymskokatolickim. W połowie 1906, jako nowo wyświęcony ksiądz (neoprezbiter) został przeznaczony do Parafii Podwyższenia Krzyża Świętego, funkcjonującej w kościele pod tym wezwaniem w Brzostku i posługiwał tam do 1908. W połowie 1908 został przeniesiony z Brzostka do Łańcuta. W 1910 został mianowany zastępcą nauczyciela katechety religii rzymskokatolickiej w C. K. Gimnazjum Realnym w Łańcucie, skąd 30 stycznia 1911 został przeniesiony w tym samym charakterze do C. K. Gimnazjum w Sanoku i pozostawał w tej randze w kolejnych latach. Po wybuchu I wojny światowej w 1914 przebywał w Blansku na Morawach. Pełnił wówczas funkcję duszpasterza dla Polonii.
Rozporządzeniem C. K. Rady Szkolnej Krajowej z 11 lipca 1917 otrzymał posadę nauczycielską w sanockim gimnazjum. Po odzyskaniu przez Polskę niepodległości i nastaniu niepodległej II Rzeczypospolitej pozostawał katechetą w przemianowanym Państwowym Gimnazjum im. Królowej Zofii. W roku szkolnym 1927/1928 pracował w zniżonej liczbie godzin z powodu złego stanu zdrowia (wówczas katechetą z poruczenia został w gimnazjum ks. Jakub Mikoś). Rozporządzeniem Kuratorium Okręgu Szkolnego Lwowskiego z 9 stycznia 1934 został zaszeregowany do grupy VI w zawodzie nauczycielskim. W obrębie gimnazjum był także odpowiedzialnym za egzortę, był moderatorem koła Sodalicji Mariańskiej i Koła Misyjnego, prowadził akcję dożywiania uczniów. Udzielał się w Polskiej Bursie Gimnazjalnej w Sanoku (wcześniej Bursa Jubileuszowa im. Cesarza Franciszka Józefa), w której był jednym ze sprawujących nadzór pedagogiczny i administracyjny oraz został jej prefektem (kierownikiem). Dyrektorem polskiej bursy pozostawał do 1939.
Był członkiem wydziału Towarzystwa Pomocy Naukowej w Sanoku. Działał w sanockim kole Towarzystwa Nauczycieli Szkół Średnich i Wyższych. Podczas II wojny światowej w okresie trwającej okupacji niemieckiej 1939-1945 udzielał się w ramach tajnego nauczania w Sanoku. U schyłku wojny po nadejściu frontu wschodniego do Sanoku 18 października 1944 brał udział w posiedzeniu rady pedagogicznej sanockiego gimnazjum. Łącznie pracował w sanockim gimnazjum w okresie prawie pół wieku. Był wspominany przez sanockich gimnazjalistów, wśród których zyskał przydomek „Hebes”, który zawdzięczał własnemu zwrotowi kierowanemu do uczniów: To ty, hebesie!. Ponadto, w pierwszych latach po  zakończeniu wojny światowej był katechetą w Prywatnym Koedukacyjnym Gimnazjum Kupieckim i Liceum Handlowym Związku Nauczycielstwa Polskiego. U boku ks. Rabczaka w Sanoku wychowywało się jako ministranci, wielu późniejszych księży.
Od początku pobytu w Sanoku był kapłanem przydzielonym do parafii pw. Przemienienia Pańskiego, działającej w kościele pod tym wezwaniem. Uchwałą Rady Miejskiej w Sanoku z 1925 został uznany przynależnym do gminy Sanok. Przed 1926 przystąpił do Związku Misyjnego Kleru. W 1926 otrzymał przywilej noszenia Rokiety i Mantoletu kanonickiego (Rochettum et Mantolettum, R.M.).
Działał społecznie. Był członkiem i działaczem sanockiego gniazda Polskiego Towarzystwa Gimnastycznego „Sokół” (1912, 1920, 1922, 1924, 1939)  i w 1946 zaangażował się w jego próbę reaktywacji. Zaangażował się w ruch harcerski. U kresu I wojny światowej zasiadł w komendzie zorganizowanego w listopadzie 1918 przez profesora gimnazjalnego Michał Urbanka „Pogotowia Młodzieży” od 12 stycznia 1920, a później pełnił funkcję komendanta i kapelana sanockiego hufca harcerzy w latach 1920-1924 oraz 1927-1929 (w 1920 dokonał organizacji trzech drużyn harcerskich). Został członkiem wydziału (zarządu) zawiązanego 22 maja 1919 Koła Przyjaciół Harcerstwa w Sanoku. Tuż po zakończeniu II wojny światowej w 1945 był kapelanem sanockiego hufca. Był członkiem czynnym zwyczajnym Towarzystwa dla Popierania Nauki Polskiej we Lwowie. W 1928 został wybrany radnym Rady Miejskiej w Sanoku. Zasiadł w Radzie Opiekuńczej Katolickiego Związku Młodzieży Rękodzielniczej i Przemysłowej w Sanoku, był jego aktywnym działaczem członkiem wspierającym i został jego członkiem honorowym. W 1929 był jednym z założycieli sanockiego koła Polskiego Towarzystwa Tatrzańskiego.
Po przejściu na emeryturę do końca życia zamieszkiwał przy ulicy Zacisze 3, nieopodal budynku bursy. Posiadał psa o imieniu Szpic.
Zmarł w dzień swoich 69 urodzin, 11 grudnia 1950 w Sanoku. Został pochowany w rodzinnym Borku Starym 13 grudnia 1950.
W swoich wspomnieniach Józef Stachowicz określił ks. Pawła Rabczaka jako człowieka o nieskazitelnym charakterze i zdecydowanej postawie moralnej, cieszącego się wielkim autorytetem wśród młodzieży, grona kolegów (nauczycieli), a także szerokich mas społeczeństwa sanockiego. Po latach, inny uczeń sanockiego gimnazjum ks. Zdzisław Peszkowski przyznał, że to ks. Rabczak wywarł na niego pierwotny wpływ w kontekście późniejszego wstąpienia do stanu duchownego, wspominał go jako pedagoga surowego i wymagającego, ale też odznaczającego się dobrocią i mądrością, z zaznaczeniem, że dominował nad całym gimnazjum.